# Giovanni Morelli (storico dell'arte)
Giovanni Morelli (Verona, 25 febbraio 1816 – Milano, 28 febbraio 1891) è stato uno storico dell'arte e politico italiano.

## Biografia

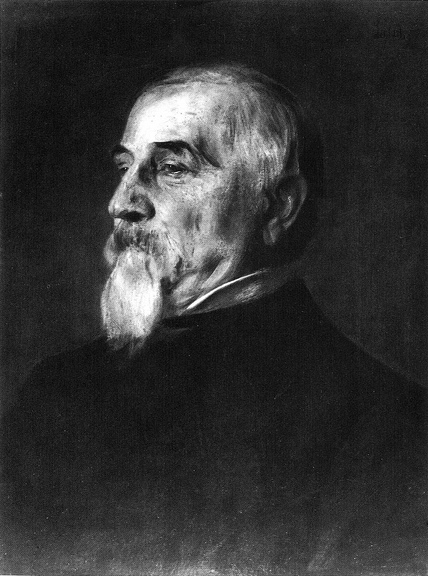
Franz von Lenbach
Ritratto di Giovanni Morelli, 1888-90
Milano, Musei del Castello Sforzesco.

Figlio di genitori protestanti, provenienti dadue famiglie arrivate in Italia dalla Svizzera, nacque a Verona nel 1816. Alla prematura morte del padre, si trasferì con la famiglia a Bergamo dove viveva la famiglia materna.
Rispetto ad altri storici a lui contemporanei, Morelli ebbe la fortuna e la possibilità di studiare in diversi atenei in Svizzera e in Germania; grazie a queste fortunate circostanze riuscì ad apprendere perfettamente il tedesco, come osservò Julius von Schlosser: «un tedesco che starebbe alla pari con quello della maggior parte degli attuali scrittori d’arte».
Prima di dedicarsi all'arte si laureò in medicina.

Durante i suoi studi scientifici (si dedicò alle scienze naturali) maturò una forte passione per la storia dell'arte, per il disegno, per lo studio del corpo umano.
Nel 1848 partecipò alle rivolte contro gli Austriaci e successivamente nel 1861 divenne deputato del primo governo del regno: investito di questa carica iniziò a partecipare alle iniziative per la valorizzazione e la tutela del patrimonio artistico italiano.

Grazie alle sue eccezionali doti di conoscitore, spesso i collezionisti si affidavano alle sue stime prima di acquistare un'opera. Egli proponeva una tecnica di indagine attraverso i dettagli (orecchie, mani, pieghe delle vesti, ecc.), i quali possono meglio rivelare al conoscitore la mano particolare di un artista rispetto a quella dei suoi imitatori.

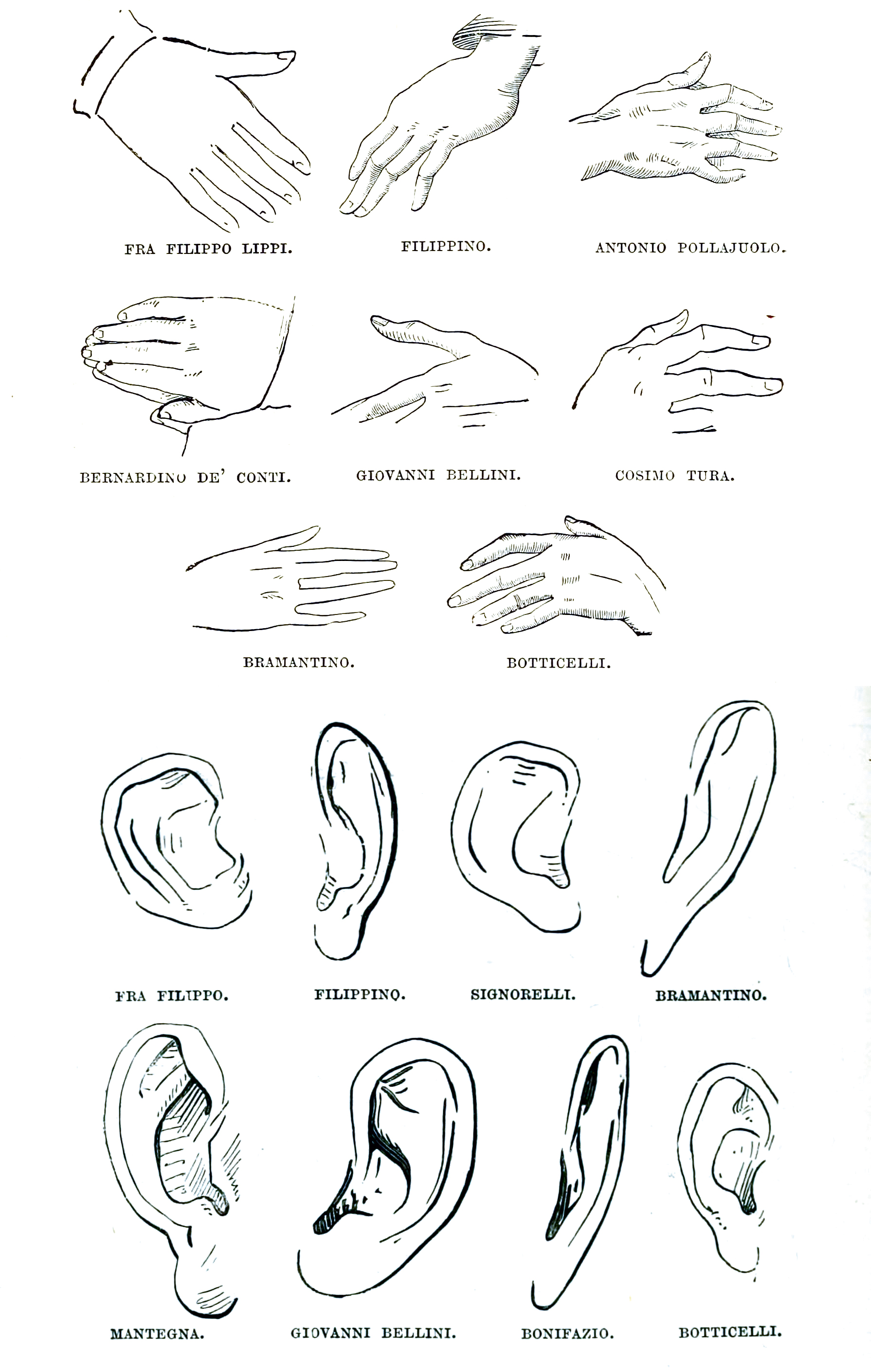
Illustrazioni da Italian painters.

Il "metodo Morelli" divenne fondamentale per la storiografia dell'Ottocento, e ricevette apprezzamenti da parte di Bernard Berenson e dalla Scuola viennese di storia dell'arte, soprattutto da due suoi esponenti, Moriz Thausing e Franz Wickhoff. Il metodo sarebbe stato poi ripreso dal critico John Beazley, che ne avrebbe adattato le tecniche per l'identificazione delle "mani" autoriali della pittura vascolare greca.
Riconobbe inoltre nel disegno a mano libera un importante ausilio metodologico, imparò a studiarlo e a valutarlo come un documento; anche in questo modo egli introdusse nella storia dell'arte una nuova possibilità di realizzare un'analisi più precisa.

La sua carriera come storico dell'arte iniziò sotto lo pseudonimo di "Ivan Lermolieff", anagramma di Morelli (omettendo le tre lettere finali), e affermava di provenire da Gorlag, in realtà Gorlago, cittadina in provincia di Bergamo, dove viveva.
Dal 1862 al 1864, per incarico del Ministro della pubblica istruzione Francesco de Sanctis, fu impegnato insieme a un altro grande critico d'arte, Giovanni Battista Cavalcaselle, nella realizzazione di un inventario delle opere d'arte e dei monumenti presenti nelle regioni dell'Italia centrale, precisamente Marche e Umbria, essendo queste le meno conosciute dal punto di vista artistico poiché appartenute allo Stato pontificio.
Il sodalizio tra i due, iniziato con questa "spedizione", dopo breve durata si sciolse e Morelli ritornò a Roma per continuare a partecipare ai dibattiti sulla tutela del territorio.

Ma da allora il suo interesse per la materia si affievolì notevolmente; dopo essere stato nominato Senatore, nel 1873, l'impegno di Morelli, nei confronti della storia dell'arte, si fece sempre più rarefatto.

Nel 1890 Bernard Berenson e Morelli si conobbero personalmente: dopo questo incontro il senatore vide nel critico statunitense un "giovane Lermolieffiano", ma in realtà quest'ultimo andò alla ricerca di altri criteri più onnicomprensivi.

Mentre Morelli si concentrava sui dettagli in modo scientifico, pubblicando addirittura i risultati del suo metodo, Berenson si concentrava invece sul contenuto dell'opera, sulla sua totalità, cosa che segnava già una profonda differenza tra la critica dell'Ottocento e quella del secolo successivo. Ma l'individuazione di cosiddetti tratti o caratteri morelliani, cioè di quegli stilemi che un artista ripete quasi meccanicamente nei dettagli delle sue opere e che Giovanni Morelli fu il primo a teorizzare come strumento per un nuovo d'indagine, è tuttora alla base delle attribuzioni di opere d'arte.

## Opere
- Le opere dei maestri italiani nelle gallerie di Monaco, Dresda e Berlino, versione italiana, Bologna, Zanichelli, (1886).
- Kunstkritische über italienische Malerei, Lipsia, Brockhaus, (1890-1893).
- Della pittura italiana: studi storico-critici, Milano, F.lli Treves, (1897), poi Milano, Adelphi, 1991 ISBN 978-88-45908651